# NGC 4812
NGC 4812 је лентикуларна галаксија у сазвежђу Кентаур која се налази на NGC листи објеката дубоког неба.
Деклинација објекта је - 41° 48' 49" а ректасцензија 12h 56m 52,6s. Привидна величина (магнитуда) објекта NGC 4812 износи 13,2 а фотографска магнитуда 14,2. NGC 4812 је још познат и под ознакама ESO 323-48, MCG -7-27-18, AM 1254-413, DCL 412, PGC 44204.